# 吉塞尼 (菲尼斯泰尔省)
吉塞尼（法語：Guissény，法語發音：[ɡiseni]）是法国菲尼斯泰尔省的一个市镇，属于布雷斯特区。

## 地理
吉塞尼（48°38'1"N, 4°24'41"W）面积25.18 平方千米，位于法国布列塔尼大區菲尼斯泰尔省，该省份为法国最西部的省份，位于布列塔尼半岛西部，北西南三面环大西洋，东临阿摩尔滨海省和莫尔比昂省。
与吉塞尼接壤的市镇（或旧市镇、城区）包括：凯尔尼利斯、普卢盖尔诺、凯卢昂、普卢伊代尔、圣弗雷冈。

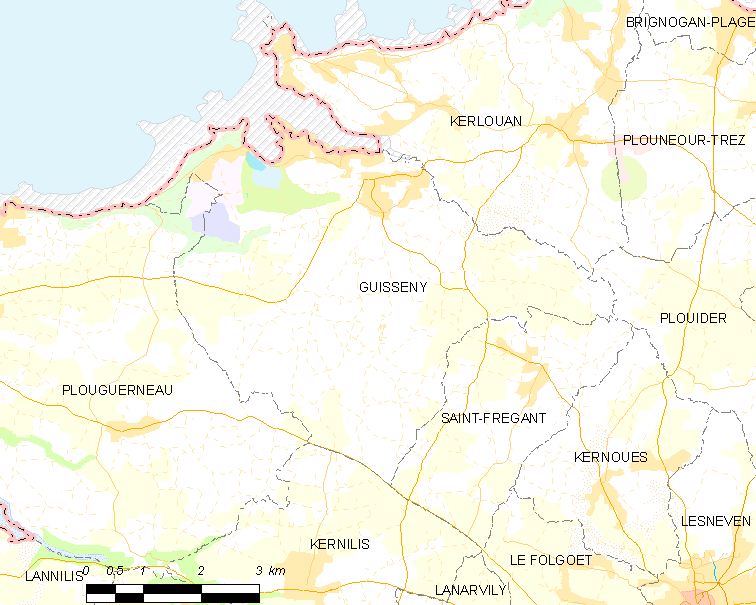
的OSM定位图

吉塞尼的时区为UTC+01:00、UTC+02:00（夏令时）。

## 行政
吉塞尼的邮政编码为29880，INSEE市镇编码为29077。

## 政治
吉塞尼所属的省级选区为莱斯讷旺县。

## 人口

1962-2008年间人口变化图示

吉塞尼于2022年1月1日时的人口数量为1974人。